# War Heroes
War Heroes е шестият студиен албум на американския китарист Джими Хендрикс, издаден на 1 октомври и 1 декември съответно във Великобритания и САЩ. Това е третият студиен албум на Хендрикс, издаден след смъртта му и песните са избрани, продуцирани и мискирани от Еди Крамър и Джон Янсен. Въпреки че много от песните са продуцирани от Хендрикс, името му не е записано като продуцент.
War Heroes съдържа трите останали песни от First Rays of the New Rising Sun, които не са включени в The Cry of Love или Rainbow Bridge: Stepping Stone, Izabella и Beginnings (записана в War Heroes като Beginning).

### Страна А
1. Bleeding Heart – 3:18
2. Highway Chile – 3:34
3. Tax Free – 4:58 (Бо Хенсън, Джейн Карлсън)
4. Peter Gunn Catastrophe – 2:20 (Хенри Манчини, Хендрикс)
5. Stepping Stone – 4:11

### Страна Б
1. Midnight – 5:35
2. 3 Little Bears – 4:16
3. Beginning – 4:13 (Мич Мичъл)
4. Izabella – 2:51

## Състав
- Джими Хендрикс – китари, основни вокали, бас в Bleeding Heart, беквокали в Izabella
- Били Кокс – бас
- Ноел Рединг – бас в Highway Chile, Tax Free и Midnight
- Мич Мичъл – барабани